# Natri metatecnetat
Natri metatecnetat, hay natri tecnetat(V) là một hợp chất vô cơ có công thức hóa học là NaTcO3, là một vật liệu perovskite.

## Điều chế
Nó có thể được điều chế bằng cách đồng nung nóng tecneti, natri petecnetat và natri oxit, và sự phân hủy xảy ra ở nhiệt độ cao. Ngoài ra, Na299MoO4 đem phân hủy trong dung dịch NaOH cũng sẽ tạo ra NaTcO3. Hiệu ứng tạo hạt NaTcO3 giống NaMoO3, egπ giữa các trạng thái và dải a1g biến mất.

## Tính chất
NaTcO3 là một chất rắn màu đen, là một chất thuộc hệ Na2O–Tc2O5. Nó ổn định đến 800 °C (1.470 °F; 1.070 K).